# Petrivske (Jovten), Șîreaieve
Petrivske (în ucraineană Петрівське) este un sat în comuna Jovten din raionul Șîreaieve, regiunea Odesa, Ucraina.

## Demografie
Componența lingvistică a localității Petrivske
     Română (100%)
Conform recensământului din 2001, toată populația localității Petrivske era vorbitoare de română (100%).